# Haitham al-Haddad
Sjeik Haitham al-Haddad is een Brits omstreden moslim- en shariageleerde. Hij is voorzitter van een groep adviseurs van islamitische organisaties in het Verenigd Koninkrijk, waaronder de islamitische Shariaraad. Hij is tevens voorzitter van de Muslim Research and Development Foundation. 
Al-Haddad behaalde zijn Bachelor of Science voor islamitische wetenschap aan de Omdurman-universiteit in Khartoum, Soedan. Zijn tweede Bachelor, in informatica, haalde hij aan de King Fahd University of Petroleum en Minerals in Saoedi-Arabië. Zijn Doctor of Philosophy (PhD) voor islamitische recht behaalde hij in Londen, aan de School of Oriental and African Studies. Al-Haddad is, volgens de islamitische wet, gekwalificeerd om uitspraken te doen als rechter. 
De shariageleerde zou op 17 februari 2012 eigenlijk deelnemen aan een symposium op de Vrije Universiteit (VU) in Amsterdam. Die annuleerde het evenement echter vanwege de ophef over de komst van de Brit. Een Kamermeerderheid in Nederland had opgeroepen hem niet het land in te laten omdat hij onder meer haatzaaiende uitspraken zou hebben gedaan over Joden. Debatcentrum De Balie in Amsterdam nodigde Al-Haddad vervolgens uit omdat de instelling vindt dat extreme ideeën met debat moeten worden bestreden.